# Abioi
Die Abioi waren ein legendäres antikes Volk.
In der Ilias werden sie neben den Galaktophagen und Hippemolgen als die gerechtesten Menschen dargestellt. Sie sind identisch mit den bei Aischylos erwähnten Gabioi. Homer und Stephanos von Byzanz zufolge lebten die Abioi in einem paradiesähnlichen, fruchtbaren Land, das nicht bebaut werden musste, aber trotzdem die reichsten Früchte hervorbrachte. In der antiken Literatur waren die Abioi Thema zahlreicher Forschungen. Manche Gelehrte hielten sie für ein wirkliches Volk, das in einem Teil Skythiens gelebt habe; andere hielten sie für eine Erfindung Homers. Andere Forscher hielten Abioi für ein Appellativum, das sich ebenfalls auf die Skythen oder aber die Sarmaten bezog. Wieder andere versuchten den Namen aus dem Griechischen abzuleiten.
Nach Stephanos von Byzanz hätten die Abioi ihren Namen von einem sonst nicht weiter bekannten Fluss Abianos (Ἀβιανός) erhalten.